# Death Angel
Death Angel je američki thrash metal sastav iz Daly Cityja, Kalifornija. Sastav je prvotno djelovao od 1982. do 1991., te ponovo od 2001. Do sada su objavili ukupno devet studijskih albuma, više puta su mijenjali postavu te je kao jedini stalni član od osnutka ostao gitarist Rob Cavestany.
Death Angel smatra se jednim od predvodnika thrash metal-scene zaljevskog područja San Francisca i njegova drugog vala te ih se sa sastavima Metallica, Megadeth, Slayer, Anthrax, Testament, Exodus i Overkill smatra jednim od "velike osmorke thrash metala". Zahvaljujući uspjehu prva dva albuma, The Ultra-Violence i Frolic Through the Park, godine 1989. potpisuju za izdavačku kuću Geffen Records i objavljuju album Act III. Iduće godine, na turneji u sklopu promocije albuma doživjeli su prometnu nesreću u kojoj je teže ozlijeđen tadašnji bubnjar Andy Galeon te sastav prekida s radom. Ponovo se okupljaju 2001. godine nastupom na humanitarnom koncertu Thrash of the Titans za pomoć pjevaču Testamenta, Chucku Billyju, te su od tada snimili još šest studijskih albuma. Za naslovnu pjesmu s albuma Humanicide iz 2019. po prvi put su bili nominirani za nagradu Grammy.

## Diskografija

### Studijski albumi
- The Ultra-Violence (1987.)
- Frolic Through the Park (1988.)
- Act III (1990.)
- The Art of Dying (2004.)
- Killing Season (2008.)
- Relentless Retribution (2010.)
- The Dreams Calls for Blood (2013.)
- The Evil Divide (2016.)
- Humanicide (2019.)

### EP-ovi
- Under Pressure (2020.)

### Kompilacije
- Archives and Artifacts (2005.)
- The Long Road Home (2007.)

### Koncertni albumi
- Fall from Grace (1990.)
- Sonic German Beatdown - Live in Germany (2009.)

### Demoalbumi
- Heavy Metal Insanity (1983.)
- Kill as One (1985.)
- Act III (1990.)